# Japanse sprinkhaanzanger
De Japanse sprinkhaanzanger (Helopsaltes ochotensis synoniem: Locustella ochotensis) is een zangvogel uit de familie Locustellidae.

## Verspreiding en leefgebied
Deze soort broedt in oostelijk Rusland en Japan en overwintert in de Filipijnen en op Borneo.

## Status
De grootte van de populatie is niet gekwantificeerd maar de soort wordt omschreven als algemeen tot zeer algemeen. Op de Rode lijst van de IUCN heeft deze soort de status niet bedreigd.